# Metanephrops andamanicus
Metanephrops andamanicus är en kräftdjursart som först beskrevs av James Wood-Mason 1891.  Metanephrops andamanicus ingår i släktet Metanephrops och familjen humrar. IUCN kategoriserar arten globalt som livskraftig. Inga underarter finns listade i Catalogue of Life.